# Women's National Basketball Association 2007
La Women's National Basketball Association 2007 è stata l'undicesima edizione della lega professionistica statunitense.
Vi partecipavano tredici franchigie, divise in due conference. Al termine della stagione regolare (34 gare), le prime quattro di ogni raggruppamento si giocavano in semifinali e finali il titolo della conference; le due vincenti giocavano la finale WNBA.
Il titolo è stato conquistato per la prima volta dalle Phoenix Mercury. La Most Valuable Player è stata Lauren Jackson delle Seattle Storm.

## Stagione regolare

### Eastern Conference
|  |    | Classifica finale 2007 | Pt | G  | V  | P  | PtF | PtS |
|  | -- | ---------------------- | -- | -- | -- | -- | --- | --- |
|  | 1. | Detroit Shock          | -  | 34 | 24 | 10 | -   | -   |
|  | 2. | Indiana Fever          | -  | 34 | 21 | 13 | -   | -   |
|  | 3. | Connecticut Sun        | -  | 34 | 18 | 16 | -   | -   |
|  | 4. | New York Liberty       | -  | 34 | 16 | 18 | -   | -   |
|  | 5. | Washington Mystics     | -  | 34 | 16 | 18 | -   | -   |
|  | 6. | Chicago Sky            | -  | 34 | 14 | 20 | -   | -   |

### Western Conference
|  |    | Classifica finale 2007   | Pt | G  | V  | P  | PtF | PtS |
|  | -- | ------------------------ | -- | -- | -- | -- | --- | --- |
|  | 1. | Phoenix Mercury          | -  | 34 | 23 | 11 | -   | -   |
|  | 2. | San Antonio Silver Stars | -  | 34 | 20 | 14 | -   | -   |
|  | 3. | Sacramento Monarchs      | -  | 34 | 19 | 15 | -   | -   |
|  | 4. | Seattle Storm            | -  | 34 | 17 | 17 | -   | -   |
|  | 5. | Houston Comets           | -  | 34 | 13 | 21 | -   | -   |
|  | 6. | Los Angeles Sparks       | -  | 34 | 10 | 24 | -   | -   |
|  | 7. | Minnesota Lynx           | -  | 34 | 10 | 24 | -   | -   |

## Play-off
|  | Semifinali Conference | Semifinali Conference | Semifinali Conference | Semifinali Conference | Semifinali Conference |    |    | Finali Conference | Finali Conference | Finali Conference | Finali Conference | Finali Conference |  |  | Finali WNBA | Finali WNBA   | Finali WNBA | Finali WNBA | Finali WNBA | Finali WNBA | Finali WNBA |
|  |                       |                       |                       |                       |                       |    |    |                   |                   |                   |                   |                   |  |  |             |               |             |             |             |             |             |
|  | 1EC                   | Detroit Shock         |                       |                       |                       |    |    |                   |                   |                   |                   |                   |  |  |             |               |             |             |             |             |             |
|  | 4EC                   | N.Y. Liberty          |                       |                       |                       |    |    |                   |                   |                   |                   |                   |  |  |             |               |             |             |             |             |             |
|  | 4EC                   | N.Y. Liberty          | Detroit Shock         |                       |                       |    |    |                   |                   |                   |                   |                   |  |  |             |               |             |             |             |             |             |
|  |                       |                       |                       |                       |                       |    |    |                   |                   |                   |                   |                   |  |  |             |               |             |             |             |             |             |
|  |                       |                       | Indiana Fever         |                       |                       |    |    |                   |                   |                   |                   |                   |  |  |             |               |             |             |             |             |             |
|  | 2EC                   | Indiana Fever         |                       |                       |                       |    |    |                   |                   |                   |                   |                   |  |  |             |               |             |             |             |             |             |
|  | 2EC                   | Indiana Fever         |                       |                       |                       |    |    |                   |                   |                   |                   |                   |  |  |             |               |             |             |             |             |             |
|  | 3EC                   | Connecticut Sun       |                       |                       |                       |    |    |                   |                   |                   |                   |                   |  |  |             |               |             |             |             |             |             |
|  |                       |                       |                       |                       |                       |    |    |                   |                   |                   |                   |                   |  |  |             | Detroit Shock | 108         | 70          | 88          | 76          | 92          |
|  |                       |                       |                       | Phoenix Mercury       | 100                   | 98 | 83 | 77                | 108               |                   |                   |                   |  |  |             |               |             |             |             |             |             |
|  | 1WC                   | Phoenix Mercury       |                       |                       |                       |    |    |                   |                   |                   |                   |                   |  |  |             |               |             |             |             |             |             |
|  | 4WC                   | Seattle Storm         |                       |                       |                       |    |    |                   |                   |                   |                   |                   |  |  |             |               |             |             |             |             |             |
|  | 4WC                   | Seattle Storm         | Phoenix Mercury       |                       |                       |    |    |                   |                   |                   |                   |                   |  |  |             |               |             |             |             |             |             |
|  |                       |                       |                       |                       |                       |    |    |                   |                   |                   |                   |                   |  |  |             |               |             |             |             |             |             |
|  |                       |                       | S.A. Silver Stars     |                       |                       |    |    |                   |                   |                   |                   |                   |  |  |             |               |             |             |             |             |             |
|  | 2WC                   | S.A. Silver Stars     |                       |                       |                       |    |    |                   |                   |                   |                   |                   |  |  |             |               |             |             |             |             |             |
|  | 2WC                   | S.A. Silver Stars     |                       |                       |                       |    |    |                   |                   |                   |                   |                   |  |  |             |               |             |             |             |             |             |
|  | 3WC                   | Sacramento Mon.s      |                       |                       |                       |    |    |                   |                   |                   |                   |                   |  |  |             |               |             |             |             |             |             |

## Vincitore
| Campione WNBA 2007          |
| --------------------------- |
| Phoenix Mercury (1º titolo) |

## Statistiche
| Categoria             | Giocatore                  | Squadra                         | Stat |
| --------------------- | -------------------------- | ------------------------------- | ---- |
| Punti per gara        | Lauren Jackson             | Seattle Storm                   | 23,8 |
| Rimbalzi per gara     | Lauren Jackson             | Seattle Storm                   | 9,7  |
| Assist per gara       | Becky Hammon               | San Antonio Silver Stars        | 5,0  |
| Palle rubate per gara | Tamika Catchings           | Indiana Fever                   | 3,1  |
| Stoppate per gara     | Margo Dydek                | Connecticut Sun                 | 2,1  |
| FG%                   | Janel McCarville           | New York Liberty                | 54,6 |
| FT%                   | Nicole Powell              | Sacramento Monarchs             | 96,4 |
| 3FG%                  | Cathy Joens Kristin Haynie | Chicago Sky Sacramento Monarchs | 48,9 |

## Premi WNBA
- WNBA Most Valuable Player: Lauren Jackson, Seattle Storm
- WNBA Defensive Player of the Year: Lauren Jackson, Seattle Storm
- WNBA Coach of the Year: Dan Hughes, San Antonio Silver Stars
- WNBA Rookie of the Year: Armintie Price, Chicago Sky
- WNBA Most Improved Player: Janel McCarville, New York Liberty
- WNBA Sixth Woman of the Year: Plenette Pierson, Detroit Shock
- WNBA Finals Most Valuable Player: Cappie Pondexter, Phoenix Mercury
- All-WNBA First Team:
  - Becky Hammon, San Antonio Silver Stars
  - Lauren Jackson, Seattle Storm
  - Deanna Nolan, Detroit Shock
  - Diana Taurasi, Phoenix Mercury
  - Penny Taylor, Phoenix Mercury
- All-WNBA Second Team:
  - Seimone Augustus, Minnesota Lynx
  - Tamika Catchings, Indiana Fever
  - Katie Douglas, Connecticut Sun
  - Tina Thompson, Houston Comets
  - Sophia Young, San Antonio Silver Stars
- WNBA All-Defensive First Team:
  - Tamika Catchings, Indiana Fever
  - Lauren Jackson, Seattle Storm
  - Katie Douglas, Connecticut Sun
  - Alana Beard, Washington Mystics
  - Deanna Nolan, Detroit Shock
- WNBA All-Defensive Second Team:
  - Tully Bevilaqua, Indiana Fever
  - Rebekkah Brunson, Sacramento Monarchs
  - Margo Dydek, Connecticut Sun
  - Loree Moore, New York Liberty
  - Chelsea Newton, Sacramento Monarchs
- WNBA All-Rookie First Team:
  - Armintie Price, Chicago Sky
  - Sidney Spencer, Los Angeles Sparks
  - Lindsey Harding, Minnesota Lynx
  - Camille Little, San Antonio Silver Stars
  - Marta Fernández, Los Angeles Sparks